# Tumi Kolbeinsson
Tumi Kolbeinsson (1125 – 1184) fue un caudillo medieval y goði de Islandia en el siglo XII. Pertenecía al clan familiar de los Ásbirningar, hijo ilegítimo de Kolbeinn Arnórsson y de madre desconocida. Tenía su hacienda en Ás, Hegranes y las sagas le mencionan como un gran caudillo.
Su primera esposa fue Gudrun Thorisdottir y tuvieron una hija llamada Katherine. La segunda esposa fue Þuríður, hija de Gissur Hallsson de los Haukdælir, y tuvieron varios hijos Kolbein, Halldóra, Arnór y Álfheiði.